# Région d'Ústí nad Labem
La région d'Ústí nad Labem (en tchèque : Ústecký kraj) est une des 14 régions de la Tchéquie. Elle est située dans le nord de la Bohême. Sa capitale administrative est la ville d'Ústí nad Labem (autrefois en français : Aussig-sur-Elbe).

## Subdivisions
La région compte sept districts (en tchèque : okres), qui portent le nom de leur chef-lieu :
- district de Děčín ;
- district de Chomutov ;
- district de Litoměřice ;
- district de Louny ;
- district de Most ;
- district de Teplice ;
- district d'Ústí nad Labem.

## Principales villes
Population des principales villes de la région au 1er janvier 2023 et évolution depuis le 1er janvier 2022 :
| Ústí nad Labem     | district d'Ústí nad Labem | 91 963 | en augmentation |
| Most               | district de Most          | 63 856 | en augmentation |
| Teplice            | district de Teplice       | 50 843 | en augmentation |
| Chomutov           | district de Chomutov      | 46 940 | en augmentation |
| Děčín              | district de Děčín         | 47 180 | en augmentation |
| Litoměřice         | district de Litoměřice    | 23 124 | en augmentation |
| Litvínov           | district de Most          | 22 695 | en augmentation |
| Jirkov             | district de Chomutov      | 19 305 | en augmentation |
| Žatec              | district de Louny         | 19 044 | en augmentation |
| Louny              | district de Louny         | 18 121 | en augmentation |
| Kadaň              | district de Chomutov      | 18 275 | en augmentation |
| Bílina             | district de Teplice       | 14 633 | en augmentation |
| Varnsdorf          | district de Děčín         | 14 837 | en augmentation |
| Klášterec nad Ohří | district de Chomutov      | 14 324 | en augmentation |
| Roudnice nad Labem | district de Litoměřice    | 12 747 | en augmentation |
| Krupka             | district de Teplice       | 12 710 | en augmentation |
| Rumburk            | district de Děčín         | 10 937 | en augmentation |